# Okręg wyborczy Blair
Okręg wyborczy Blair (ang. Division of Blair) – jednomandatowy okręg wyborczy do Izby Reprezentantów Australii, położony na zachód od Brisbane, w stanie Queensland.
Pierwsze wybory odbyły się w nim w 1998 roku, a jego patronem jest Harold Blair.
Od 2007 roku posłem z tego okręgu był Shayne Neumann z Australijskiej Partii Pracy.

## Lista posłów
Lista posłów z okręgu Blair:
| okres urzędowania | poseł            | przynależność              |
| ----------------- | ---------------- | -------------------------- |
| 1998-2007         | Cameron Thompson | Liberalna Partia Australii |
| od 2007           | Shayne Neumann   | Australijska Partia Pracy  |